# Szymon Wojtakowski
Szymon Wojtakowski (22 maart 2005) is een Pools langebaanschaatser. Zijn specialisatie ligt op de korte afstanden.

## Persoonlijke records
| Afstand    | Tijd    | Datum            | Baan                |
| ---------- | ------- | ---------------- | ------------------- |
| 500 meter  | 35,98   | 10 februari 2023 | Inzell              |
| 1000 meter | 1.11,45 | 22 december 2023 | Tomaszów-Mazowiecki |
| 1500 meter | 1.48,47 | 7 januari 2024   | Heerenveen          |
| 3000 meter | 3.54,90 | 26 februari 2022 | Inzell              |
| 5000 meter | 6.54,20 | 25 februari 2023 | Inzell              |

## Resultaten
| Jaar | WK Junioren                                                                          |
| ---- | ------------------------------------------------------------------------------------ |
| 2020 | 31e 500m 26e 1000m 36e 1500m                                                         |
|      |                                                                                      |
| 2022 | 6e allround 24e 500m 9e 1000m 20e 1500m 24e 5000m 16e massastart 4e teamsprint       |
| 2023 | 6e 500m 5e 1000m 15e 1500m 15e massastart 11e achtervolging 5e teamsprint            |
| 2024 | 6e allround · 4e 500m · 4e 1000m · 1500m · 29e 5000m · 6e achtervolging · teamsprint |